# Teoria del raggio sismico
La teoria del raggio sismico è basata sull'equazione dell’elastodinamica, in particolare sulle sue soluzioni ad alta frequenza. La propagazione di  onde di volume, regolata dalla suddetta equazione, risulta estremamente difficile da descrivere in strutture tridimensionali complesse e lateralmente variabili, in quanto non si conoscono soluzioni analitiche dell'equazione stessa. Inoltre, in studi a frequenza finita (ovvero in ogni caso reale), la teoria del raggio non è esatta, ma solo approssimata.
Ad ogni modo la sua accuratezza risulta sufficiente per la risoluzione di molti problemi propagativi di elevato interesse sismologico.
Nella teoria del raggio sismico il campo d'onda ad alta frequenza in una struttura complessa può essere diviso in contributi che si propagano lungo raggi; tali contributi sono noti come onde elementari (come le  onde dirette P ed S). La teoria può essere applicata allo studio di mezzi tridimensionali le cui proprietà fisiche siano lentamente variabili., ottenendo così soluzioni accurate.

## Sviluppo
La teoria può essere divisa in due sezioni: cinematica e dinamica. La prima parte consiste nel calcolo dei raggi sismici (e delle quantità ad esso collegate, come i fronti d'onda), mentre la seconda calcola le ampiezze vettoriali del vettore spostamento a valori complessi, i  sismogrammi sintetici ed il moto del terreno.

### Principio di Fermat e Legge di Snell
Per quanto riguarda la parte cinematica, sono stati ottenuti in passato notevoli risultati a partire dal Principio di Fermat e dalla Legge di Snell. La loro applicazione porta comunque a diverse obiezioni. La legge di Snell dovrebbe essere applicata a rigor di logica a un numero semi-infinito di superfici di separazione; essendo tale processo estremamente difficile da attuare, le soluzioni a partire da tale legge risultano spesso intuitive, per problemi complessi. La separazione fra campi d'onda P ed S, necessaria per l'applicazione del principio di Fermat, non è valida per mezzi in omogenei.
L'approccio basato sulla soluzione ad alta frequenza dell'equazione dell'elastodinamica porta a soluzioni corrette riguardo al problema della separazione fra contributi P ed S, che risulta possibile, ma solo in mezzi le cui proprietà siano lentamente variabili.